# First a Girl
Pour plus de détails, voir Fiche technique et Distribution.
First a Girl est un film britannique réalisé par Victor Saville, sorti en 1935.
Il s'agit du premier remake du film allemand Viktor und Viktoria de Reinhold Schünzel.

## Fiche technique
- Titre : First a Girl
- Réalisation : Victor Saville
- Scénario : Marjorie Gaffney (en)
- Photographie : Glen MacWilliams
- Montage : Al Barnes
- Pays de production : Royaume-Uni
- Format : Noir et blanc - 1,37:1
- Genre : Film musical et comédie
- Date de sortie : 1935

## Distribution
- Jessie Matthews : Elizabeth
- Sonnie Hale (en) : Victor
- Anna Lee : la princesse Mironoff
- Griffith Jones : Robert
- Alfred Drayton (en) : McLintock
- Constance Godridge : Beryl
- Martita Hunt : Seraphina
- Donald Stewart (en) : un chanteur